# لا يمكن ترويضي
لا يمكن ترويضي أو كينت بي تايمد (بالإنجليزية: Can't Be Tamed)‏ هو ثالث ألبوم إستديو للمغنية وكاتبة الأغاني مايلي سايرس. أصدر الألبوم في 18 يونيو، 2010 من قبل شركة تسجيلات هوليوود.
بدأ تسجيل وتأليف أغاني لا يمكن ترويضي خلال جولة الأعجوبة العالمية (2009)، وتراوحت أغاني الألبوم من أغاني البوب الراقصة إلى الأغاني الهادئة، وتتحدث الكلمات عن الجموح والتحرر من التوقعات. روجت سايرس للألبوم بشكل رئيسي عن طريق الحفلات الفنية والظهور التلفزيوني.

## روابط خارجية
- لا يمكن ترويضي على موقع ميتاكريتيك (الإنجليزية)
- لا يمكن ترويضي على موقع أول موفي (الإنجليزية)